# 다프트 펑크의 음반 목록
프랑스의 전자 음악 듀오 다프트 펑크는 4장의 정규 음반 , 2장의 라이브 음반 , 1장의 컴필레이션 앨범 , 1장의 사운드트랙 앨범 , 3장의 리믹스 앨범 , 2장의 비디오 앨범 , 22장의 싱글 및 19개의 뮤직 비디오를 발매했다.